# Eugene Shoemaker

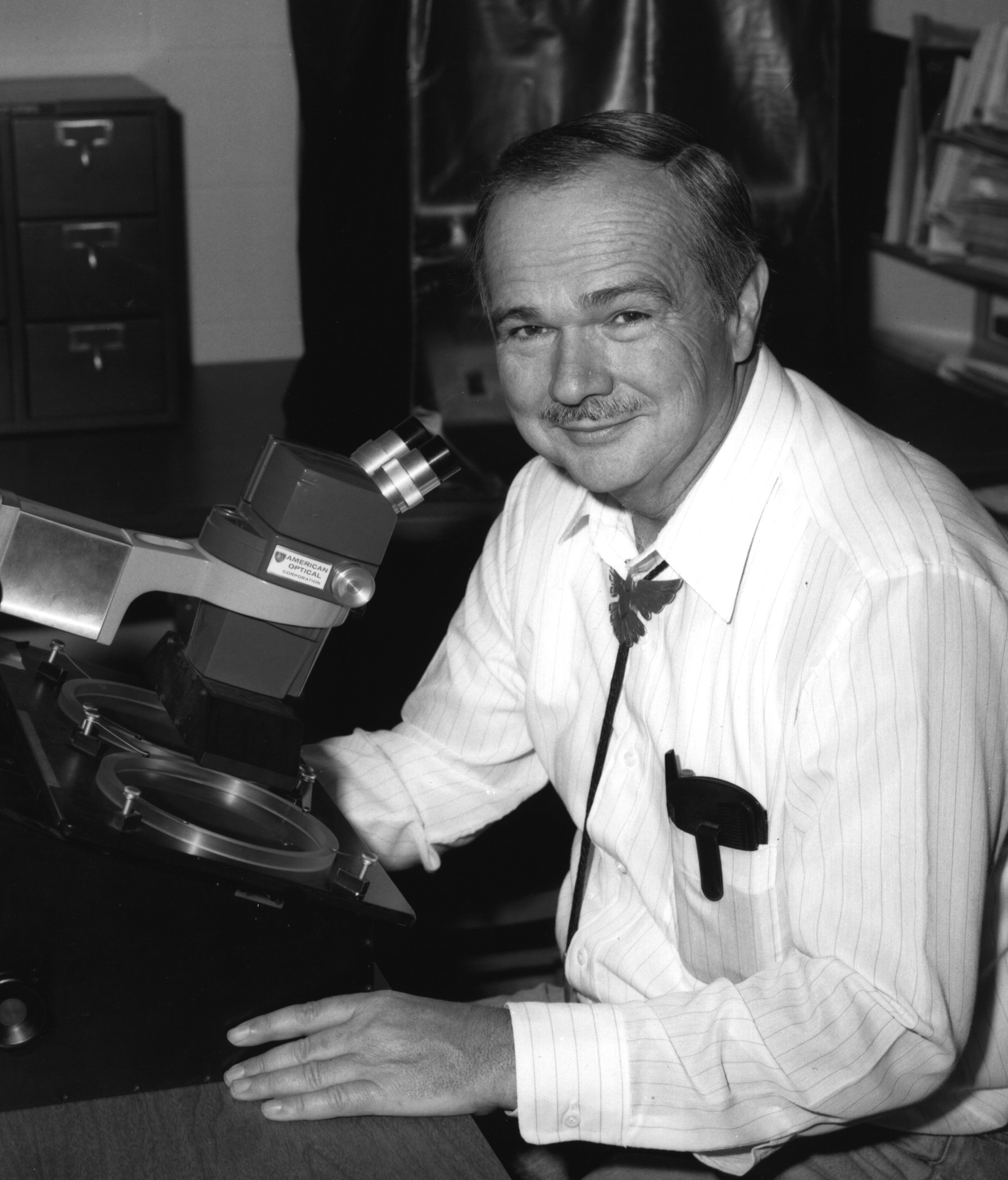
Eugene Shoemaker

Eugene Merle Shoemaker (sau Gene Shoemaker) (28 aprilie 1928 - 18 iulie 1997) a fost unul dintre fondatorii domeniilor științei planetare. Născut în Los Angeles, California, el este cunoscut mai ales pentru codescoperirea cometei Shoemaker-Levy 9 cu soția sa, Carolyn Shoemaker, și cu David Levy.
A decedat într-un accident rutier la Alice Springs în Australia, la 18 iulie 1997, iar o parte din rămășițele sale pământești au fost transportate pe Lună, de sonda spațială Lunar Prospector.